# Stijn Streuvels

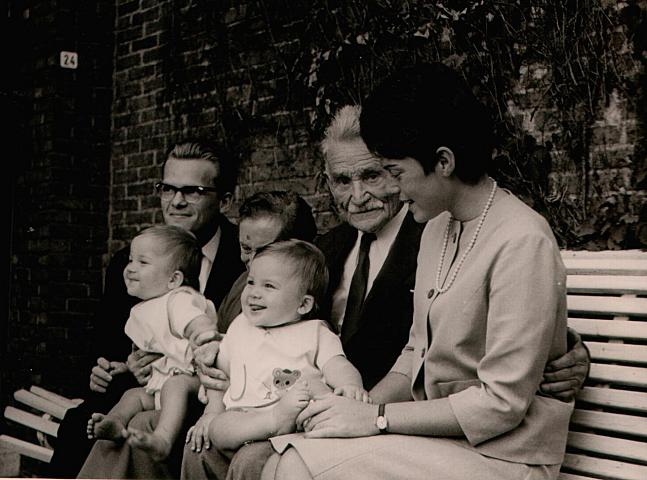
Stijn Streuvels mit Enkel- und Urenkelkindern

Stijn Streuvels war das Pseudonym des flämischen Schriftstellers Frank Lateur (* 3. Oktober 1871 in Heule, einem zu Kortrijk gehörenden Dorf; † 15. August 1969 in Ingooigem, einer Teilgemeinde von Anzegem). Streuvels gilt als einer der bedeutendsten Erneuerer der Literatur in niederländischer Sprache seiner Zeit.

## Leben und Werk
Frank Lateur war eines von drei Kindern des Schneiders Kamiel Lateur und seiner Ehefrau Marie-Louise Gezelle. Seine Eltern ermöglichten ihm den Besuch des St.-Jan-Berchmanspensionaats in Avelgem. Unter anderem in Brügge erlernte er 1886/1887 das Bäckerhandwerk. Danach arbeitete er als Bäcker in Avelgem und unternahm erste Versuche als Schriftsteller. Seine ersten Prosastücke und Gedichte erschienen 1895 in den Zeitschriften De Jonge Vlaming (unter dem Pseudonym Pijm) und Vlaamsch en Vrij (erstmals unter dem Pseudonym Stijn Streuvels). Eine erste Sammlung kurzer Erzählungen erschien 1899.
1905 heiratete Frank Lateur  Alida Staelens (1879–1975). Im Folgejahr zogen die beiden nach Ingooigem. Sie hatten vier Kinder.
Nach zwei Jahrzehnten als Bäcker gab Lateur diesen Brotberuf auf, um als Stijn Streuvels als Übersetzer und als freier Schriftsteller zu leben. Er war Autodidakt, der mehrere Sprachen aktiv und passiv beherrschte, unter anderen Französisch und Deutsch. Norwegisch konnte er lesen. Nur Russisch beherrschte er nicht. Trotzdem übersetzte er das Werk Tolstois und anderer russischer Schriftsteller mit Hilfe deutscher Übersetzungen.
Streuvels schrieb naturalistische Erzählungen, beeinflusst durch Émile Zola und die großen russischen Schriftsteller seiner Zeit, vor allem Tolstoi. Literaturwissenschaftler des niederländischen Sprachraums sind sich darüber einig, dass die visionäre Kraft seines Werkes, die unerbittliche Anerkennung der Realität, ohne moralisierenden Kommentar (Albert Westerlinck), die schöpferische Sprachmächtigkeit seiner Prosa und die Universalität der behandelten Themen, sein Werk über das Niveau partikularistischer und regionaler Literatur angehoben haben.
Viele seiner Werke wurden schon im ersten Drittel des 20. Jahrhunderts ins Deutsche übersetzt. Streuvels Werk wurde auch von den Nationalsozialisten geschätzt und für ihre „Blut-und-Boden“-Propaganda benutzt. Er gehörte 1935/1936 mit René de Clercq und Cyriel Verschaeve zu den ersten flämischen Schriftstellern, die den nationalsozialistisch inspirierten Rembrandt-Preis für ihre Verdienste um das „niederländisch-niederdeutsche Volkstum“ erhielten. Der Gebrauch, den politische Kreise von Literatur machen, lässt jedoch keinen unkritischen Rückschluss auf die Gesinnung eines Autors zu. 1941 verzichtete Streuvels auf eine durch die deutsche Propaganda organisierte Vortragsreihe im Reichsgebiet. Als ihm die Universität Münster 1941 das Ehrendoktorat verlieh, weigerte er sich, die zur Übergabe der Urkunde angereiste Delegation zu empfangen. Im Gegensatz zu anderen Persönlichkeiten des flämischen Partikularismus wurde Streuvels auch nach 1945 in Belgien vielfach ausgezeichnet.

## Ehrungen
Streuvels erhielt den Titel eines Ehrendoktors an den Universitäten Löwen, Münster und 1964 der Universität Pretoria.

## Werke in deutscher Übersetzung
- Die Ernte. Eine Erzählung. Inselbücherei 214, Leipzig 1917.
- Der Arbeiter. Eine Erzählung. Inselbücherei 215, Leipzig 1917.
- Knecht Jan. Universum-Bücherei für Alle, Berlin 1928 (Originaltitel: Langs de Wegen, 1902).
- Der Flachsacker. Insel, Leipzig 1937 (und mehrere weitere Ausgaben).
- Die große Brücke. J. Engelhorns Nachf., Stuttgart 1938.
- Quertreiber am Werk. Erzählungen. Deutsche Volksbücher, Stuttgart 1942.
- Ausgewählte Werke in zwei Bänden. Engelhorn Verlag, Stuttgart 1950.
- Frühling. Engelhorn Verlag, Stuttgart 1952.
- Martje Maartens und der verruchte Totengräber. Erzählung. Reclam, Stuttgart 1954.

## Verfilmungen
In der Verfilmung (Regie: Boleslav Barlog) von 1943 seines Romans Der Flachsacker spielte Streuvels eine kleine Rolle.